# Hoo St Werburgh
Hoo St Werburgh est une paroisse civile et un village du Kent, en Angleterre.